# Sparrow – Sound & Picture Archives of Research On Women
Sparrow – Sound & Picture Archives of Research On Women ist ein Archiv zur indischen Frauengeschichte mit Sitz in Dahisar, dem nördlichsten Vorort von Mumbai. Es ist das größte Archiv zur Frauengeschichte in Indien.

## Geschichte und Tätigkeit

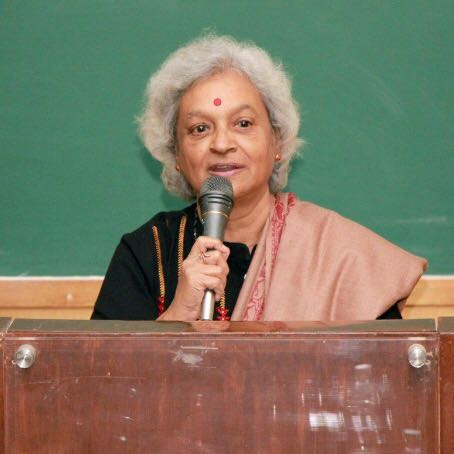
Gründerin C. S. Lakshmi, 2018

Die Stiftung mit Archiv wurde 1988 von der tamilischen Feministin und Schriftstellerin C. S. Lakshmi (Ambai) gegründet. Weitere Mitbegründerinnen waren die feministischen Wissenschaftlerinnen Neera Desai (1925–2009) und Maithreyi Krishna Raj (* 1931). Das Archiv begann seine Tätigkeit mit einer zehnjährigen Förderung durch die niederländische Organisation Hivos. Das Archiv zog wiederholt um, unter anderem nach Versova, Andheri (Ost) und Juhu, bis Sparrow 2008 ein eigenes Gebäude erwerben konnte. Bibliothek, Archiv ud Büroräume befinden sich in drei Stockwerken in einem Apartmentkomplex.
Das Archiv enthält Druck-, Bild-, Foto- und Filmmaterial zur Frauengeschichte in Indien. Zur Darstellung und Dokumentation der zeitgenössischen Geschichte der Frauen sammelt Sparrow mündliche Überlieferungen, persönliche Papiere, Tagebücher, Briefe, aufgezeichnete Reden, Fotografien, Poster und sonstiges Bildmaterial, Lieder und Kunstwerke und zeichnet Ton- und Bilddokumente auf. Die Informationen über das Leben und die Erfahrungen von Frauen verbreitet das Archiv, indem es Ausstellungen veranstaltet,  Material auf seiner Website veröffentlicht, Bücher herausgibt und Dokumentarfilme über Frauen dreht, die in verschiedenen Bereichen Veränderungen bewirkt haben. Das gesammelte Material ist für Forschung und Bildung bestimmt.

### Broschüren und Bücher
Sparrow verfasst und publiziert Materialien über Frauen aus verschiedenen Bereichen. Dazu gehören etwa Broschüren zur Dalit-Schriftstellerin Urmila Pawar, der Künstlerin Neela, der Bollywood-Schauspielerin und Produzentin Pramila (Esther Victoria Abraham), der Wissenschaftlerin Shantoo Gurnani, der Dichterin Jameela Nishat und eine Biografie der Sozialaktivistin Mrinal Gore. Die Schriften werden in sieben Regionalsprachen übersetzt.
Bücher wie „Hot is the Moon“, das erste einer fünfbändigen Serie mit Texten und Interviews von 87 Autorinnen aus 23 indischen Sprachen, erschien in vier Sprachen, neben übersetzten Werken der Kannada-Autorinnen Banu Mustaq, Kanaka Ha Ma, Mithra Venkatraj, Tulasi Venugopal und Vaidehi; tamilischen Autorinnen wie Bama, Kutti, Revathi Salma, Malathy Maitri und Vaasanthi; Konkani-Autorinnen wie Hema Naik und Jayanti Naik und Tulu-Autorinnen wie M Janaki Brahmavara und Suneetha Shetty. Die Bücherreihe umfasst Geschichten, Gedichte und Interviews mit den Schriftstellerinnen. Der zweite Band der Reihe entwickelte sich aus einem 2006 organisierten fünftägigen Autorencamp in Kashid bei Mumbai, an dem über 50 Autorinnen in 20 Sprachen teilnahmen. Daraus entstand ein Buch mit englischen Übersetzungen ihrer Schriften, begleitet von Interviews. Der vierte Band aus dem Jahr 2014 „If The Roof Leaks, Let It Leak...“ enthält Gedichte und Geschichten in Hindi, Santhali, Sindhi, Maithili, Punjabi und Dogri.

### Ausstellungen und Workshops
1997 veranstaltete Sparrow sechs Workshops zur visuellen Geschichte mit Künstlern aus den Bereichen Film, Theater, Bildhauerei, Tanz und traditionelle Malerei. Sparrow organisiert in Schulen und Universitäten interaktive Workshops mit Künstlerinnen, politisch aktiven Frauen, Schriftstellerinnen und Wissenschaftlerinnen, die Frauengeschichten in den Mittelpunkt stellen und Diskussionen anregen sollen. Erfahrungen mit kommunaler Gewalt sowie der Einfluss der indischen Populärkultur und ihrer Darstellung von Frauen waren weitere Themen von Workshops.
Außer der Bemalung von zwei Bussen des städtischen Nahverkehrs- und Elektrizitätsbetriebs Brihanmumbai Electric Supply and Transport in Mumbai mit Bildern des jahrzehntelangen Kampfes der Frauen zur Verbesserung ihrer Lebensbedingungen und Behebung von Diskriminierung veranstaltet Sparrow Ausstellungen wie etwa „The world of Maya“ zur Cartoonistin Maya Kamath (1951–2001).

### Filme und Aufzeichnungen
Seit 1997 produziert die Organisation Videodokumentationen über Frauen. Bis 2008 entstanden 25 Filme. „Ten Women, Ten Lives, Ten Concerns“ ist ein 45-minütiger Film, der Teil der Global Feminisms-Filme war, die vom Institute for Research on Women and Gender an der University of Michigan in Auftrag gegeben wurden. Zu den dokumentierten Frauen gehörten unter anderem die Pionierinnen der Frauenforschung in Indien, Neera Desai (1925–2009) und Vina Mazumdar (1927–2013), die Anwältin Flavia Agnes, die tamilische Theateraktivistin Mangai, die Schriftstellerin Mahasweta Devi und die Generalsekretärin der All Manipur Women's Reformation and Development Samaj Ima Thokchom Ramani Devi. Im Rahmen des „Digital Video Recording Project“ entstanden Filme über die Theaterjournalistin Sushma Deshpande, die Kathak-Tänzerin Damayanti Joshi und die Tamasha-Künstlerin Vithabhai. Im Archiv werden über 1000 Oral-History-Aufzeichnungen aufbewahrt.